# Atom: The Beginning
Atom: The Beginning (アトム ザ・ビギニング?) es un manga japonés, basado en la obra Tetsuwan Atom de Osamu Tezuka. Fue escrito por Tetsuro Kasahara, con contribuciones de Makoto Tezuka y Masami Yūki. En el año 2017 ha sido adaptado a una serie de anime de 12 episodios.

## Argumento
Luego de una gran calamidad, dos genios japoneses, Umatarō Tenma y Hiroshi Ochanomizu, proyectando el futuro, trabajaron día y noche desarrollando avances en robótica. Mientras que Tenma pensaba en crear un "Dios", Ochanomizu pensaba en crear un "amigo". Así, nació A106.

## Personajes
Umatarō Tenma (天馬午太郎 Tenma Umatarō?)
Es uno de los protagonistas del anime y manga es un joven prodigioso en robótica y programación pero es algo frío y antisocial en el ámbito social, junto a su mejor y único amigo hiroshi crean un gran proyecto:un robot capaz de tener emociones y sentimientos como los de un humano.
Hiroshi Ochanomizu (お茶の水博士 Ochanomizu Hiroshi?)
Es uno de los protagonistas del anime y manga es un gran apasionado de la robótica y programación al igual que su mejor amigo tenma pero a diferencia de él, Hiroshi es más amigable y sociable que su amigo tenma y juntos crean un robot capaz de sentir emociones y sentimientos como un humano real, tiene una hermana menor llamada ran ochanomizu, hiroshi y tenma tienen una rara costumbre de tocarse las narices mutuamente.
A106/Six (シクス Shikusu?)
Es el proyecto de Hiroshi Ochanomizu y Ūmataro tenma
Moriya Tsutsumi (堤茂理也 Tsutsumi Moriya?)
Motoko Tsutsumi (堤茂斗子 Tsutsumi Motoko?)
Ran Ochanomizu (お茶の水蘭 Ochanomizu Ran?)
Kensaku Han (伴俊作 Han Kensaku?)
Shunsaku Han (伴健作 Han Shunsaku?)

## Contenido de la Obra

### Manga
La historia escrita por Tetsuro Kasahara, con contribuciones de Makoto Tezuka y Masami Yūki, es publicada por la revista Hero de la editorial Shōgakukan desde diciembre de 2014. En España es publicada por Milky Way Ediciones.

### Anime
La serie fue dirigida por Katsuyuki Motohiro y Tatsuo Sato para los estudios Oriental Light and Magic, Production I.G y Signal.MD. Contó con 12 episodios transmitidos en la temporada japonesa de primavera de 2017. En América Latina, fue transmitida por HIDIVE, mientras que en España lo fue a través de YouTube y ha sido lanzado en DVD y en Blu-ray.

#### Equipo de producción
- Dirección: Katsuyuki Motohiro y Tatsuo Sato
- Música: Noriyuki Asakura
- Diseño de personajes: Takahiro Yoshimatsu
- Dirección de animación: Hideki Ito
- Director 3D: Takaaki Sugano
- Director de sonido: Yoshikazu Iwanami
- Director de fotografía: Teppei Satō
- Edición: Yuki Honda

#### Reparto
| Personaje          | Seiyū            |
| ------------------ | ---------------- |
| Umatarō Tenma      | Yūichi Nakamura  |
| Hiroshi Ochanomizu | Takuma Terashima |
| A106               | Yūki Inoue       |
| Ran Ochanomizu     | Ayane Sakura     |
| Motoko Tsutsumi    | Mikako Komatsu   |
| Shunsaku Han       | Kengo Kawanishi  |

#### Banda sonora
- Opening: Kaidoku Funou (解読不能) por After the Rain (そらる x まふまふ).
- Ending: Hikari no Hajimari (光のはじまり) por Yoshino Nanjō.